# Chametz

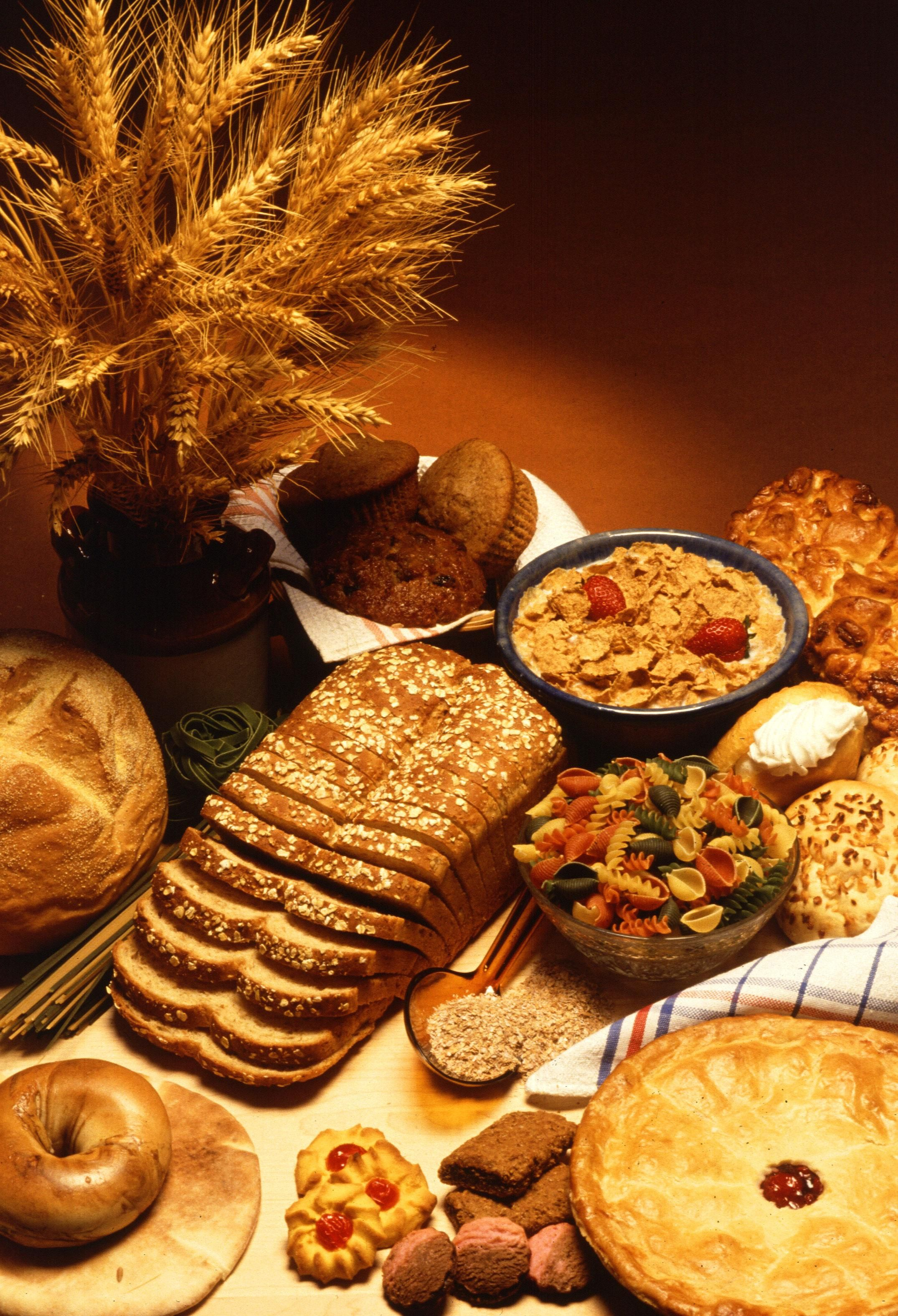
Trigo e alimentos à base de trigo

Chametz, também Chometz, hametz e outras grafias transliteradas do hebraico: חָמֵץ/חמץ, são alimentos fermentados que são proibidos durante a festa judaica da Pessach (Páscoa judaica). 
De acordo com a lei judaica, os judeus não podem possuir, comer ou se beneficiar de chametz durante a Páscoa. Esta lei aparece várias vezes na Torá. A punição por comer chametz na Páscoa é o castigo divino de kareth ("excisão espiritual"), um dos mais severos níveis de punição no judaísmo.
Chametz é um produto que é feito de um dos cinco tipos de grãos, sendo combinado com água e deixado cru em repouso durante cerca de 18 minutos.
Chametz é qualquer comida feita de grãos e água que foi deixada fermentar ou crescer 

## Etimologia
A palavra chametz é derivada da raiz semítica comum H-M-S, relacionada a pão, fermento e cozimento. Ele é cognato do aramaico חמע, "fermentar, levedar", e do árabe حمض ḥamuḍa, "ser azedo", "tornar-se ácido".